# اتحادیه بانک هند
اتحادیه بانک هند (انگلیسی: Union Bank of India) شرکت دولتی خدمات مالی و بانکداری هندی است، که در سال ۱۹۱۹ تأسیس شد.